# Happier than Ever
Happier than Ever è il secondo album in studio della cantante statunitense Billie Eilish, pubblicato il 30 luglio 2021 dalla Darkroom e Interscope.

## Antefatti
Nel gennaio 2020 Eilish ha dichiarato che durante l'anno appena iniziato si sarebbe cimentata nella realizzazione del suo secondo album, parallelamente al suo documentario Billie Eilish: The World's a Little Blurry. A marzo il fratello Finneas O'Connell ha confermato che la produzione del nuovo progetto era incominciata, affermando che sarebbe stato «abbastanza puro nelle sue intenzioni» come il primo album della cantante. Nel gennaio 2021 Eilish ha dato nuovi aggiornamenti sullo sviluppo dell'album, dichiarando che «lo sentiva esattamente come voleva lei» e che «non avrebbe cambiato nulla di esso»; il mese successivo, dopo alcuni rumor circolati su Twitter, ha confermato che sarebbe stato composto da 16 tracce. Il 27 aprile 2021, dopo aver pubblicato uno snippet della title track, Eilish ha svelato titolo, copertina, lista tracce e data di pubblicazione dell'album sui suoi canali social.

## Descrizione
Si tratta di un album largamente eclettico che va contro gli schemi del pop: vi sono tracce drum and bass, ballate atipiche, hip hop, folk, pop psichedelico e rock, con le canzoni che iniziano con un genere e che terminano in modo completamente diverso. Secondo la rivista italiana Rockol «questo disco rappresenta la sperimentazione artistica di Billie e Finneas, che vogliono portare musica pop nuova e originale, senza badare a schemi specifici».
La sesta traccia Goldwing contiene inoltre un'interpolazione di Hymn to Vena di Gustav Holst.

## Promozione

### Singoli
Il 30 luglio 2020, un anno esatto prima della pubblicazione dell'album, è stato messo in commercio il singolo apripista My Future, accompagnato dal corrispettivo video musicale. Ha riscosso un discreto successo in diversi paesi, debuttando nelle top ten di molti mercati anglofoni tra cui Regno Unito e Stati Uniti d'America. Il 12 novembre 2020 è stato reso disponibile il secondo singolo Therefore I Am, il cui video musicale è stato diretto dalla cantante stessa. Il brano ha ottenuto maggiori consensi rispetto al predecessore, raggiungendo il numero uno in Irlanda e Nuova Zelanda, mentre è divenuto il secondo piazzamento più alto di Eilish nella Billboard Hot 100 in madrepatria dato il suo posizionamento al 2º posto. Il 29 aprile 2021 è stato pubblicato il terzo estratto Your Power, accompagnato dal video nuovamente diretto dall'artista. Il quarto singolo Lost Cause è stato reso disponibile il 2 giugno 2021, mentre NDA è diventato il quinto singolo ufficiale dell'album a partire dal 9 luglio 2021.

### Tournée
Il 21 maggio 2021 la cantante ha annunciato sulla rete social il tour a supporto dell'album, l'Happier than Ever, the World Tour, composto da 68 spettacoli divisi in tre tappe tra Nord America, Europa e Oceania da svolgersi nel corso del 2022. Nello stesso giorno ha reso disponibile sul proprio sito il preordine dei biglietti dei concerti.

## Accoglienza
| Recensione           | Giudizio |
| -------------------- | -------- |
| AllMusic             |          |
| Clash                | 8/10     |
| DIY                  |          |
| Entertainment Weekly | B+       |
| Exclaim!             | 8/10     |
| InterMedia           | 9/10     |
| musicOMH             |          |
| NME                  |          |
| Paste                | 8/10     |
| Pitchfork            | 7,6/10   |
| PopMatters           | 7/10     |
| Rolling Stone        |          |
| Slant Magazine       |          |
| The A.V. Club        | B+       |
| The Daily Telegraph  |          |
| The Guardian         |          |
| The Independent      |          |
| The Line of Best Fit | 6/10     |

Happier than Ever ha ottenuto recensioni prevalentemente positive da parte dei critici musicali. Su Metacritic, sito che assegna un punteggio normalizzato su 100 in base a critiche selezionate, l'album ha ottenuto un punteggio medio di 86 basato su ventisette recensioni.

## Tracce
Testi e musiche di Billie Eilish O'Connell e Finneas O'Connell.
1. Getting Older – 4:04
2. I Didn't Change My Number – 2:38
3. Billie Bossa Nova – 3:16
4. My Future – 3:30
5. Oxytocin – 3:30
6. Goldwing – 2:31
7. Lost Cause – 3:32
8. Halley's Comet – 3:54
9. Not My Responsibility – 3:47
10. Overheated – 3:34
11. Everybody Dies – 3:26
12. Your Power – 4:05
13. NDA – 3:15
14. Therefore I Am – 2:53
15. Happier than Ever – 4:58
16. Male Fantasy – 3:14

## Successo commerciale
Negli Stati Uniti d'America Happier than Ever ha debuttato al primo posto della Billboard 200 con 238 000 unità equivalenti, divenendo il secondo album numero uno della cantante nonché il quinto debutto più alto del 2021 per quanto concerne le unità accumulate. Con 153 000 copie pure, di cui 129 000 fisiche, è risultato l'album più venduto della settimana, e in particolare nel formato vinile dove è riuscito a distribuire oltre 73 000 copie, segnando il più grande debutto per tale formato dal 1991. Altre copie sono derivanti da 46 000 CD, 10 000 cassette e 24 000 download digitali. Ha infine ottenuto 113,87 milioni di riproduzioni in streaming, equivalenti a 84 000 stream-equivalent units, mentre le singole vendite delle tracce hanno prodotto 1 000 track-equivalent units. Ha mantenuto la vetta della classifica anche nella sua seconda settimana con 85 000 unità equivalenti, registrando un decremento complessivo del 64%, e nella terza con 60 000 unità, diventando il primo album di una donna a trascorrere le sue prime tre settimane al primo posto da Folklore di Taylor Swift. Anche nella classifica canadese l'album ha esordito al vertice, dopo essere risultato il più venduto e riprodotto della settimana nel paese.
Nel Regno Unito Happier than Ever ha esordito in cima alla Official Albums Chart, segnando il secondo album numero uno di Eilish che così facendo è divenuta la prima cantante non britannica a debuttare al vertice con i suoi primi due album da Lana Del Rey. Durante la sua prima settimana di disponibilità ha registrato oltre 19,8 milioni di stream e ha venduto 23 550 copie fisiche, di cui 9 527 sono vinili, totalizzando 38 855 unità di vendita. Inoltre tre brani hanno fatto il loro ingresso nella Official Singles Chart: la title track al 6º posto, Getting Older al 28º e Oxytocin al 32º, rispettivamente con 31 745, 12 601 e 11 864 unità. Nella sua seconda settimana ha decrementato le proprie vendite del 63,2%, perdendo una posizione in favore di We're All Alone in This Together di Dave. Stesso risultato riscosso anche nella Irish Albums Chart, dove il progetto ha esordito con un vantaggio di oltre 1 500 unità rispetto al secondo album più venduto.
In Germania l'album ha debuttato al numero uno della Deutsche Albumchart, divenendo il primo della cantante ad eseguire questo traguardo, nonché il primo album di un'artista femminile internazionale da 25 di Adele a raggiungere la vetta della classifica tedesca in oltre cinque anni. Medesima situazione eguagliata anche nella classifica FIMI Album in Italia e nella Top Albums in Francia, dove ha venduto 14 695 unità nella sua prima settimana di disponibilità.
In Australia Happier than Ever è diventato il secondo album della cantante a raggiungere il vertice della classifica degli album, debuttando contemporaneamente nella top fifty dei singoli con cinque brani: la title track al 6º posto, Getting Older al 35º, Oxytocin al 38º, Billie Bossa Nova al 40º e I Didn't Change My Number al 45º. Anche in Nuova Zelanda l'album ha conquistato la vetta della classifica locale per la seconda volta nella carriera di Eilish.

## Classifiche

### Classifiche settimanali
| Classifica (2021) | Posizione massima |
| ----------------- | ----------------- |
| Argentina         | 2                 |
| Australia         | 1                 |
| Austria           | 1                 |
| Belgio (Fiandre)  | 1                 |
| Belgio (Vallonia) | 1                 |
| Canada            | 1                 |
| Croazia           | 1                 |
| Danimarca         | 1                 |
| Finlandia         | 1                 |
| Francia           | 1                 |
| Germania          | 1                 |
| Giappone          | 15                |
| Grecia            | 1                 |
| Irlanda           | 1                 |
| Islanda           | 1                 |
| Italia            | 1                 |
| Lituania          | 1                 |
| Norvegia          | 1                 |
| Nuova Zelanda     | 1                 |
| Paesi Bassi       | 1                 |
| Polonia           | 1                 |
| Portogallo        | 1                 |
| Regno Unito       | 1                 |
| Repubblica Ceca   | 2                 |
| Slovacchia        | 2                 |
| Spagna            | 1                 |
| Stati Uniti       | 1                 |
| Svezia            | 1                 |
| Svizzera          | 1                 |
| Ungheria          | 11                |

### Classifiche di fine anno
| Classifica (2021) | Posizione |
| ----------------- | --------- |
| Australia         | 17        |
| Austria           | 6         |
| Belgio (Fiandre)  | 7         |
| Belgio (Vallonia) | 28        |
| Canada            | 34        |
| Danimarca         | 18        |
| Francia           | 51        |
| Germania          | 19        |
| Irlanda           | 22        |
| Islanda           | 19        |
| Italia            | 70        |
| Norvegia          | 9         |
| Nuova Zelanda     | 26        |
| Paesi Bassi       | 12        |
| Polonia           | 87        |
| Portogallo        | 10        |
| Regno Unito       | 26        |
| Spagna            | 35        |
| Stati Uniti       | 41        |
| Svezia            | 45        |
| Svizzera          | 8         |
| Classifica (2022) | Posizione |
| Australia         | 18        |
| Austria           | 19        |
| Belgio (Fiandre)  | 20        |
| Belgio (Vallonia) | 58        |
| Danimarca         | 50        |
| Francia           | 98        |
| Germania          | 53        |
| Islanda           | 27        |
| Lituania          | 24        |
| Norvegia          | 22        |
| Nuova Zelanda     | 16        |
| Paesi Bassi       | 17        |
| Regno Unito       | 38        |
| Spagna            | 65        |
| Svezia            | 82        |
| Svizzera          | 32        |
| Classifica (2023) | Posizione |
| Portogallo        | 77        |
| Spagna            | 100       |
| Ungheria          | 73        |
| Classifica (2024) | Posizione |
| Portogallo        | 26        |
| Ungheria          | 86        |

## Date di pubblicazione
| Paese   | Data              | Formato                                  | Etichetta              | Note            |
| ------- | ----------------- | ---------------------------------------- | ---------------------- | --------------- |
| Mondo   | 30 luglio 2021    | CD, MC, LP, download digitale, streaming | Darkroom, Interscope   | [ 123 ] [ 124 ] |
| Brasile | 17 settembre 2021 | CD                                       | Universal Music Brasil | [ 125 ]         |